# قزل حاجيلو
قزل حاجيلو هي قرية في مقاطعة أرومية، إيران. يقدر عدد سكانها بـ 257 نسمة بحسب إحصاء 2016.